# Eleccions al Parlament de les Illes Balears de 2019
Les Eleccions al Parlament de les Illes Balears de 2019, que donaren lloc a l'inici de la X legislatura, es van celebrar el 26 de maig de 2019. Les eleccions es van celebrar simultàniament amb les eleccions regionals en onze altres comunitats autònomes i les eleccions locals a tot Espanya, així com a les eleccions al Parlament Europeu de 2019.

## Candidatures

### Candidatures amb representació actual al Parlament de les Illes Balears

#### Partit Popular de les Illes Balears
- Nom de la candidatura: Partit Popular.
- Integrants de la candidatura: Partit Popular de les Illes Balears.
- Cap de llista a Eivissa: Antoni Costa
- Cap de llista a Formentera: José Manuel Alcaraz Escandell (Dins la coalició Sa Unió)
- Cap de llista a Mallorca i candidat a la Presidència al Govern de les Illes Balears: Biel Company
- Cap de llista a Menorca: María Salomé Cabrera Roselló

#### Partit Socialista de les Illes Balears
- Nom de la candidatura: Partit Socialista de les Illes Balears.
- Integrants de la candidatura: Partit Socialista de les Illes Balears (PSIB-PSOE).
- Cap de llista a Eivissa: Pilar Costa Serra
- Representant socialista a Formentera: Antonio Jesús Sanz Igual (suplent 1 a la candidatura de GxF)
- Cap de llista a Mallorca i candidata a la Presidència al Govern de les Illes Balears: Francina Armengol
- Cap de llista a Menorca: Marc Pons Pons

#### Més per Mallorca
- Nom de la candidatura: Més per Balears-Més per les Illes.
- Integrants de la candidatura: Més per Mallorca i Esquerra Republicana de Mallorca.[1]
- Cap de llista a Mallorca i candidat a la Presidència al Govern de les Illes Balears: Miquel Ensenyat

#### Més per Menorca
- Nom de la candidatura: Més per Menorca.
- Integrants de la candidatura: Més per Menorca.
- Cap de llista a Menorca i candidat a la Presidència al Govern de les Illes Balears: Josep Castells

#### PI
- Nom de la candidatura: Proposta per les Illes Balears
- Integrants de la candidatura: Proposta per les Illes
- Cap de llista a Eivissa: María del Carmen Tur Ferrer (Proposta per Eivissa)
- Cap de llista a Mallorca i candidat a la Presidència al Govern de les Illes Balears: Jaume Font
- Cap de llista a Menorca: Maria Lluisa Puertas Valles

#### Unides Podem
- Nom de la candidatura: Podemos-EUIB
- Integrants de la candidatura: Podem i EUIB
- Cap de llista a Eivissa: Gloria Pilar Santiago Camacho
- Cap de llista a Mallorca i candidat a la Presidència al Govern de les Illes Balears: Juan Pedro Yllanes
- Cap de llista a Menorca: Pablo Jesús Jiménez Fernández

#### Ciutadans
- Nom de la candidatura: Ciutadans - Partit de la Ciutadania (Cs)
- Integrants de la candidatura: A Menorca en coalició amb Unió del Poble de Ciutadella de Menorca (UPCM)
- Cap de llista a Eivissa: Maxo Benalal Bendrihem
- Cap de llista a Mallorca i candidat a la Presidència al Govern de les Illes Balears: Marc Pérez-Ribas
- Cap de llista a Menorca: Jesús Méndez Baiges

#### Gent per Formentera
- Nom de la candidatura: Gent per Formentera (GxF)
- Integrants de la candidatura: Gent per Formentera, PSIB i EUIB
- Cap de llista a Formentera i candidata a la Presidència al Govern de les Illes Balears: Sílvia Tur

### Candidatures sense representació actual al Parlament de les Illes Balears

#### Vox
- Nom de la candidatura: Vox-Actua Baleares
- Integrants de la candidatura: Vox i Actua Baleares
- Cap de llista a Eivissa: Jaime Leon Diaz Entresotos Cortes
- Cap de llista a Mallorca i candidat a la Presidència al Govern de les Illes Balears: Jorge Campos Asensi
- Cap de llista a Menorca: Pedro Marquès Bagur.

#### PACMA
- Cap de llista a Mallorca i candidat a la Presidència al Govern de les Illes Balears: Juan Ignacio Codina Segovia.
- Cap de llista a Menorca: Salvador Moll Herrero
- Cap de llista a Eivissa: María de la Paloma Marqueta Tous
- Cap de llista a Formentera: Fernando Guardo Ojeda

#### Proposta per Eivissa
- Nom de la candidatura: Proposta per Eivissa
- Integrants de la candidatura: El Pi, Más Eivissa i Alternativa Insular.
- Cap de llista a Eivissa i candidat a la Presidència al Govern de les Illes Balears: Antonio Roldán Tenllado.

#### Sa Unió
- Integrants de la candidatura: Partit Popular, Compromís amb Formentera i persones independents.
- Cap de llista a Formentera i candidat a la Presidència al Govern de les Illes Balears: José Manuel Alcaraz Escandell

#### Ara Guanyem
- Nom de la candidatura: Ara Eivissa – Guanyem l'Esquerra
- Integrants de la candidatura: Guanyem, Esquerra Republicana de les Illes Balears (ER) i Equo.[2]
- Cap de llista a Eivissa i candidat a la Presidència al Govern de les Illes Balears: Jordi Escandell Salvador.

#### Movimiento Ciudadano EPIC Ibiza
- Nom de la candidatura: Movimiento Ciudadano EPIC Ibiza
- Cap de llista a Eivissa i candidat a la Presidència al Govern de les Illes Balears: Ivan Ros Torres.

#### Actua
- Nom de la candidatura: Actúa (Pact)
- Cap de llista a Mallorca i candidat a la Presidència al Govern de les Illes Balears: Martina Gual Llorens
- Cap de llista a Menorca: Montserrat Seijas Patiño

#### Agrupación Social Independiente
- Nom de la candidatura: Agrupación Social Independiente (A.S.I.)
- Cap de llista a Mallorca i candidat a la Presidència al Govern de les Illes Balears: Elisa Carmen de Toro Romero

#### Moviment 4 illes
- Nom de la candidatura: Moviment 4 illes
- Cap de llista a Mallorca i candidat a la Presidència al Govern de les Illes Balears: Antonio Jiménez Massana

#### Proyecto Liberal Español
- Nom de la candidatura: Proyecto Liberal Español (PLIE)
- Cap de llista a Mallorca i candidat a la Presidència al Govern de les Illes Balears: Francisco Fernández Ochoa
- Cap de llista a Menorca: Manuel Aviles Verdugo

## Enquestes d'opinió
A la taula següent es detallen les estimacions de la intenció de votació en ordre cronològic invers, mostrant primer les més recents i utilitzant les dates en què es va fer el treball de camp de l'enquesta, en lloc de la data de publicació. On no es coneixen les dates del treball de camp, es dona la data de publicació. El percentatge més alt de cada enquesta es mostra amb el seu fons ombrejat en el color de la part líder. Si s'aconsegueix un empat, s'aplica a les xifres amb percentatges més elevats. La columna "avantatge" de la dreta mostra la diferència de percentatge entre les parts amb els percentatges més alts en una enquesta determinada. Quan estigui disponible, les projeccions de seients també es mostren sota les estimacions de votació en un tipus de lletra més petit. Calen 30 escons per a una majoria absoluta al Parlament de les Illes Balears.
Llegenda de color:
 Enquesta duta a terme després de la prohibició legal de les enquestes d'opinió 
| Empresa enquestadora/Client                         | Data del treball de camp | Grandària de la mostra | Participació | PP         | PSIB–PSOE  | Més      | Podem    | El PI   | Cs        | EUIB  | GxF   | MxMe    |           | Vox     | Avantatge |  |  |  |  |
| --------------------------------------------------- | ------------------------ | ---------------------- | ------------ | ---------- | ---------- | -------- | -------- | ------- | --------- | ----- | ----- | ------- | --------- | ------- | --------- |  |  |  |  |
| Empresa enquestadora/Client                         | Data del treball de camp | Grandària de la mostra | Participació |            |            |          |          |         |           |       |       |         |           |         |           |  |  |  |  |
| Eleccions autonòmiques de 2019                      | 26 Maig 2019             | N/D                    | 55.8         | 22.2 16    | 27.3 19    | 9.2 4    | [ a ]    | 7.8 3   | 9.9 5     | [ a ] | 0.5 1 | 1.4 2   | 9.7 6     | 8.1 3   | 5.1       |  |  |  |  |
|                                                     |                          |                        |              |            |            |          |          |         |           |       |       |         |           |         |           |  |  |  |  |
| IBES/IB3                                            | 20–25 maig 2019          | 2,600                  | ?            | 19.1 12/14 | 26.3 17/19 | 10.7 4/5 | [ a ]    | 7.0 2/3 | 12.1 7/9  | [ a ] | 0.6 1 | 1.7 2   | 11.4 6/8  | 8.0 3/4 | 7.2       |  |  |  |  |
| electoPanel/electomania.es                          | 29 abr–23 maig 2019      | ?                      | ?            | 19.6 12    | 24.2 18    | 11.9 6   | [ a ]    | 6.8 3   | 14.5 7    | [ a ] | 0.4 1 | 1.6 2   | 11.6 7    | 7.1 3   | 4.6       |  |  |  |  |
| electoPanel/electomania.es                          | 29 abr–22 maig 2019      | ?                      | ?            | 20.0 12    | 24.3 18    | 11.8 6   | [ a ]    | 6.9 3   | 14.2 7    | [ a ] | 0.4 1 | 1.6 2   | 11.4 7    | 6.9 3   | 4.3       |  |  |  |  |
| electoPanel/electomania.es                          | 29 abr–21 maig 2019      | ?                      | ?            | 19.9 12    | 24.4 17    | 11.9 5   | [ a ]    | 6.8 3   | 14.3 7    | [ a ] | 0.4 1 | 1.6 2   | 11.2 7    | 7.5 5   | 4.5       |  |  |  |  |
| electoPanel/electomania.es                          | 29 abr–20 maig 2019      | ?                      | ?            | 19.7 12    | 24.5 18    | 11.9 6   | [ a ]    | 6.9 3   | 14.6 7    | [ a ] | 0.4 1 | 1.6 2   | 11.3 7    | 7.2 3   | 4.8       |  |  |  |  |
| NC Report/La Razón                                  | 19 maig 2019             | ?                      | ?            | 19.1 13/15 | 24.3 16/18 | ? 5/6    | [ a ]    | ? 3/4   | ? 10/11   | [ a ] | [ b ] | [ c ]   | ? 7/8     | ? 2/3   | 5.2       |  |  |  |  |
| IBES/Última Hora                                    | 19 maig 2019             | ?                      | ?            | 22.0 14/16 | 25.0 17/19 | 11.0 4/5 | [ a ]    | 6.0 2/3 | 12.0 6/8  | [ a ] | ? 1   | 1.0 2/3 | 11.0 6/8  | 7.0 2/3 | 3.0       |  |  |  |  |
| electoPanel/electomania.es                          | 29 abr–19 maig 2019      | ?                      | ?            | 19.2 12    | 24.7 18    | 11.9 5   | [ a ]    | 6.8 3   | 15.2 8    | [ a ] | 0.4 1 | 1.5 2   | 11.0 7    | 7.2 3   | 5.5       |  |  |  |  |
| electoPanel/electomania.es                          | 29 abr–16 maig 2019      | ?                      | ?            | 17.8 12    | 25.1 17    | 11.3 5   | [ a ]    | 6.6 3   | 17.0 9    | [ a ] | 0.4 1 | 1.2 2   | 11.0 7    | 7.3 3   | 7.3       |  |  |  |  |
| Sigma Dos/El Mundo                                  | 13–14 maig 2019          | ?                      | ?            | 19.7 13/15 | 27.1 17/20 | 10.4 5/6 | [ a ]    | 7.1 2/3 | 12.7 8/9  | [ a ] | 0.5 1 | [ c ]   | 11.8 6    | 8.3 3   | 7.4       |  |  |  |  |
| electoPanel/electomania.es                          | 29 abr–13 maig 2019      | ?                      | ?            | 17.9 10    | 23.4 15    | 12.0 5   | [ a ]    | 6.6 3   | 18.4 10   | [ a ] | 0.4 1 | 1.4 3   | 10.5 7    | 8.3 5   | 5.0       |  |  |  |  |
| Gadeso                                              | 30 abr–11 maig 2019      | 900                    | 62–64        | 22.7 14/15 | 27.2 17/18 | 12.5 7/8 | [ a ]    | 5.3 2/3 | 13.7 8/10 | [ a ] | 0.5 1 | [ c ]   | 13.1 8/10 | 5.0 2/3 | 4.5       |  |  |  |  |
| electoPanel/electomania.es                          | 29 abr–10 maig 2019      | ?                      | ?            | 17.0 10    | 23.4 15    | 11.7 5   | [ a ]    | 6.9 3   | 19.1 10   | [ a ] | 0.4 1 | 1.4 3   | 10.6 7    | 8.7 5   | 4.3       |  |  |  |  |
| electoPanel/electomania.es                          | 29 abr–7 maig 2019       | ?                      | ?            | 16.4 10    | 23.3 15    | 11.5 5   | [ a ]    | 7.1 3   | 19.6 10   | [ a ] | 0.4 1 | 1.4 3   | 10.4 7    | 9.0 5   | 3.7       |  |  |  |  |
| electoPanel/electomania.es                          | 29 abr–4 maig 2019       | ?                      | ?            | 16.2 10    | 23.7 16    | 11.3 5   | [ a ]    | 7.0 3   | 19.7 10   | [ a ] | 0.4 1 | 1.4 3   | 10.3 6    | 8.8 5   | 4.0       |  |  |  |  |
| Eleccions generals de 2019                          | 28 abr 2019              | N/D                    | 67.6         | 16.8 10    | 26.3 19    | 4.9 2    | [ a ]    | 2.3 0   | 17.4 10   | [ a ] | –     | [ c ]   | 17.8 12   | 11.3 6  | 8.5       |  |  |  |  |
| CIS                                                 | 21 Mar–23 abr 2019       | 577                    | ?            | 20.7 14/16 | 25.2 17/19 | 11.9 7/8 | [ a ]    | 6.0 2/3 | 13.1 9/10 | [ a ] | [ b ] | [ c ]   | 12.9 7/8  | 5.1 0/1 | 4.5       |  |  |  |  |
| electoPanel/electomania.es                          | 22 Feb–7 abr 2019        | ?                      | ?            | 17.9 11    | 21.1 16    | 12.6 6   | [ a ]    | 7.5 3   | 13.5 7    | [ a ] | 0.5 1 | 1.5 3   | 10.3 7    | 10.1 5  | 3.2       |  |  |  |  |
| electoPanel/electomania.es                          | 22 Feb–31 Mar 2019       | ?                      | ?            | 17.4 11    | 21.3 16    | 13.0 6   | [ a ]    | 7.6 3   | 14.0 7    | [ a ] | 0.5 1 | 1.5 3   | 10.0 6    | 10.2 6  | 3.9       |  |  |  |  |
| electoPanel/electomania.es                          | 22 Feb–24 Mar 2019       | ?                      | ?            | 17.5 11    | 22.1 16    | 13.1 6   | [ a ]    | 7.7 3   | 13.6 7    | [ a ] | 0.5 1 | 1.5 3   | 9.7 6     | 9.9 6   | 4.6       |  |  |  |  |
| electoPanel/electomania.es                          | 22 Feb–17 Mar 2019       | ?                      | ?            | 17.3 11    | 21.1 15    | 13.4 6   | [ a ]    | 7.6 3   | 12.9 6    | [ a ] | 0.5 1 | 1.5 3   | 9.9 7     | 11.4 7  | 3.8       |  |  |  |  |
| electoPanel/electomania.es                          | 22 Feb–10 Mar 2019       | ?                      | ?            | 16.9 11    | 20.6 15    | 13.3 6   | [ a ]    | 8.0 3   | 13.5 7    | [ a ] | 0.5 1 | 1.5 3   | 10.0 6    | 11.5 7  | 3.7       |  |  |  |  |
| electoPanel/electomania.es                          | 22 Feb–3 Mar 2019        | ?                      | ?            | 16.3 11    | 20.5 15    | 14.1 7   | [ a ]    | 8.0 3   | 13.7 6    | [ a ] | 0.5 1 | 1.5 3   | 9.7 6     | 11.9 7  | 4.2       |  |  |  |  |
| IBES/Última Hora                                    | 15–19 Oct 2018           | 900                    | ?            | 23.0 17    | 19.0 12/13 | 9.0 3/4  | 15.0 8/9 | 9.0 4   | 17.0 10   | 2.0 0 | ? 1   | 1.0 2   | –         | –       | 4.0       |  |  |  |  |
| IBES/Última Hora                                    | 2–15 gen 2018            | 1,400                  | ?            | 25.0 19/20 | 20.0 14/15 | 11.0 6/7 | 12.0 7   | 10.0 4  | 13.0 6/7  | 3.0 0 | ? 1   | [ c ]   | –         | –       | 5.0       |  |  |  |  |
| IBES/Última Hora                                    | 8–19 maig 2017           | 1,200                  | ?            | 26.0 20    | 21.0 13    | 13.0 7   | 13.0 8   | 8.0 4   | 11.0 6    | 2.0 0 | ? 1   | [ c ]   | –         | –       | 5.0       |  |  |  |  |
| IBES/Última Hora                                    | 19–29 Jul 2016           | 2,400                  | ?            | 27.0 17    | 20.0 13    | 15.0 9   | 14.0 10  | 9.0 3   | 11.0 6    | 2.0 0 | ? 1   | [ c ]   | –         | –       | 7.0       |  |  |  |  |
| Eleccions generals de 2016                          | 26 Jun 2016              | N/D                    | 60.7         | 35.1 22    | 20.1 12    | [ d ]    | [ d ]    | –       | 14.6 9    | [ d ] | –     | –       | 25.4 16   | –       | 9.7       |  |  |  |  |
| Eleccions generals de 2015                          | 20 Des 2015              | N/D                    | 63.3         | 29.1 20    | 18.3 11    | 7.0 4    | 23.1 15  | 2.7 0   | 14.8 9    | 2.4 0 | –     | –       | –         | –       | 6.0       |  |  |  |  |
|                                                     |                          |                        |              |            |            |          |          |         |           |       |       |         |           |         |           |  |  |  |  |
| Eleccions al Parlament de les Illes Balears de 2015 | 24 maig 2015             | N/D                    | 57.1         | 28.5 20    | 18.9 14    | 15.3 9   | 14.7 10  | 7.9 3   | 6.4 2     | 2.0 0 | 0.5 1 | [ c ]   | –         | –       | 9.1       |  |  |  |  |
|                                                     |                          |                        |              |            |            |          |          |         |           |       |       |         |           |         |           |  |  |  |  |

## Campanya electoral

### Lemes de campanya
- Partit Popular de les Illes Balears: Ho farem bé![3]
- Partit Socialista de les Illes Balears: Sempre endavant[4]
- MÉS: La teva decisió.[5]
- Unides Podem: La vida en el centre.[6]
- Ciutadans-Partit de la Ciutadania: "¡Vamos Baleares!"[7]
- El Pi - Proposta per les Illes Balears: Ara toca Balears.[8]
- VOX: "Tu voz en Baleares"[9]
- Més per Menorca: Amb tu és possible. Tenim projecte, som futur.[10]
- Gent per Formentera: "Formentera en bones mans" / Una illa, un camí, una gent.[11]

## Jornada electoral

### Participació
Al llarg de la jornada es van donar a conèixer les dades de participació a les eleccions en dues ocasions, així com la participació final.
| 33,29% | ' |

| 33,29% | ' |

| 30,95% | ' |

| 30,95% | ' |

| 46,27% | ' |

| 46,27% | ' |

| 44,15% | ' |

| 44,15% | ' |

| 57,13% | ' |

| 57,13% | ' |

| 55,76% | ' |

| 55,76% | ' |

### Escrutini

#### Resultat autonòmic
| Escrutini de les eleccions al Parlament de les Illes Balears |                                                          |                 |          |          |                       |
| Llista electoral                                             | Llista electoral                                         | Vots            | Vots     | Diputats | Diputats              |
| Llista electoral                                             | Llista electoral                                         | Vots (sufragis) | Vots (%) | Diputats | Diferència (± escons) |
|                                                              | Partit Socialista de les Illes Balears (PSIB-PSOE)       | 116.496         | 27,29    | 19 / 59  | 5                     |
|                                                              | Partit Popular de les Illes Balears (PP)                 | 94.821          | 22,21    | 16 / 59  | 4                     |
|                                                              | Unides Podem (Podem-EUIB)                                | 41.448          | 9,71     | 6 / 59   | 4                     |
|                                                              | Ciutadans - Partit de la Ciutadania (Cs)                 | 42.192          | 9,88     | 5 / 59   | 3                     |
|                                                              | Més per Mallorca (Més)                                   | 39.327          | 9,21     | 4 / 59   | 2                     |
|                                                              | Vox (Vox-Actua Baleares)                                 | 34.668          | 8,12     | 3 / 59   | 3                     |
|                                                              | El Pi - Proposta per les Illes (El Pi)                   | 31.290          | 7,33     | 3 / 59   | = 0                   |
|                                                              | Més per Menorca (MxMe)                                   | 5.960           | 1,40     | 2 / 59   | 1                     |
|                                                              | Gent per Formentera (GxF+PSIB+EUIB)                      | 2.032           | 0,48     | 1 / 59   | = 0                   |
|                                                              | Partit Animalista Contra el Maltractament Animal (PACMA) | 6.100           | 1,43     | 0 / 59   |                       |
|                                                              | Proposta per Eivissa (PxE)                               | 1.929           | 0,45     | 0 / 59   |                       |
|                                                              | Sa Unió (PP+Compromis per Formentera)                    | 1.419           | 0,33     | 0 / 59   |                       |
|                                                              | Ara Eivissa – Guanyem l'Esquerra (ARA)                   | 1.284           | 0,30     | 0 / 59   |                       |
|                                                              | Movimiento Ciudadano EPIC Ibiza (MC EPIC)                | 1.006           | 0,24     | 0 / 59   |                       |
|                                                              | Actúa (Pact)                                             | 824             | 0,19     | 0 / 59   |                       |
|                                                              | Agrupación Social Independiente (A.S.I.)                 | 781             | 0,18     | 0 / 59   |                       |
|                                                              | Moviment 4 illes                                         | 578             | 0,14     | 0 / 59   |                       |
|                                                              | Proyecto Liberal Español (P.L.I.E.)                      | 444             | 0,10     | 0 / 59   |                       |
| Participació                                                 | Participació                                             | 429.949         | 55,76 %  |          |                       |
| Vots a candidatures                                          | Vots a candidatures                                      | 422.599         | 98,29 %  |          |                       |
| Vots en blanc                                                | Vots en blanc                                            | 4.342           | 1,02 %   |          |                       |
| Vots nuls                                                    | Vots nuls                                                | 3.008           | 0,70 %   |          |                       |
| Abstenció                                                    | Abstenció                                                | 341.054         | 44,24 %  |          |                       |
| Font: Eleccions Parlament de les Illes Balears 2019          |                                                          |                 |          |          |                       |

#### Resultats per circumscripció
| Circumscripció |       |       |       |       |       |      |      |       | Gent per Formentera | Dif.  | Part. |
| -------------- | ----- | ----- | ----- | ----- | ----- | ---- | ---- | ----- | ------------------- | ----- | ----- |
| Mallorca       | 27,19 | 20,54 | 9,41  | 10,18 | 11,57 | 9,21 | 8,90 | N/D   | N/D                 | 6,65  | 54,58 |
| Menorca        | 27,67 | 26,50 | 11,20 | 9,76  | N/D   | 3,12 | 2,63 | 15,42 | N/D                 | 1,17  | 57,94 |
| Eivissa        | 30,06 | 32,57 | 11,63 | 8,78  | N/D   | 4,96 | 4,24 | N/D   | N/D                 | 2,51  | 49,49 |
| Formentera     | N/D   | 38,21 | N/D   | N/D   | N/D   | N/D  | N/D  | N/D   | 54,71               | 16,50 | 52,12 |
| Total          | 27,29 | 22,21 | 9,71  | 9,88  | 9,21  | 8,12 | 7,33 | 1,40  | 0,48                | 5,08  | 55,76 |

| Circumscripció |     |     |     |     |     |     |     |     | Gent per Formentera | Total |
| -------------- | --- | --- | --- | --- | --- | --- | --- | --- | ------------------- | ----- |
| Mallorca       | 10  | 7   | 3   | 3   | 4   | 3   | 3   | N/D | N/D                 | 33    |
| Menorca        | 4   | 4   | 2   | 1   | N/D | N/D | N/D | 2   | N/D                 | 13    |
| Eivissa        | 5   | 5   | 1   | 1   | N/D | N/D | N/D | N/D | N/D                 | 12    |
| Formentera     | N/D | N/D | N/D | N/D | N/D | N/D | N/D | N/D | 1                   | 1     |
| Total          | 19  | 16  | 6   | 5   | 4   | 3   | 3   | 2   | 1                   | 59    |

### Elecció i investidura de la presidenta de les Illes Balears
La votació per a la investidura de la presidenta de les Illes Balears al Parlament va tenir el següent resultat:
| Candidata                     | Data                                                   | Vot       |    |    |   |   |   |   |   |   | GxF | Total   |
| ----------------------------- | ------------------------------------------------------ | --------- | -- | -- | - | - | - | - | - | - | --- | ------- |
| Francina Armengol (PSIB-PSOE) | 27 de juny de 2019 Majoria requerida: Absoluta (30/59) | Sí        | 19 |    | 6 |   | 4 |   |   | 2 | 1   | 32 / 59 |
| Francina Armengol (PSIB-PSOE) | 27 de juny de 2019 Majoria requerida: Absoluta (30/59) | No        |    | 16 |   | 5 |   | 3 |   |   |     | 24 / 59 |
| Francina Armengol (PSIB-PSOE) | 27 de juny de 2019 Majoria requerida: Absoluta (30/59) | Abstenció |    |    |   |   |   |   | 3 |   |     | 3 / 59  |

## Consells Insulars
- Eleccions al Consell de Mallorca
- Eleccions al Consell de Menorca
- Eleccions al Consell d'Eivissa
- Eleccions al Consell de Formentera